# ریگ‌ودا

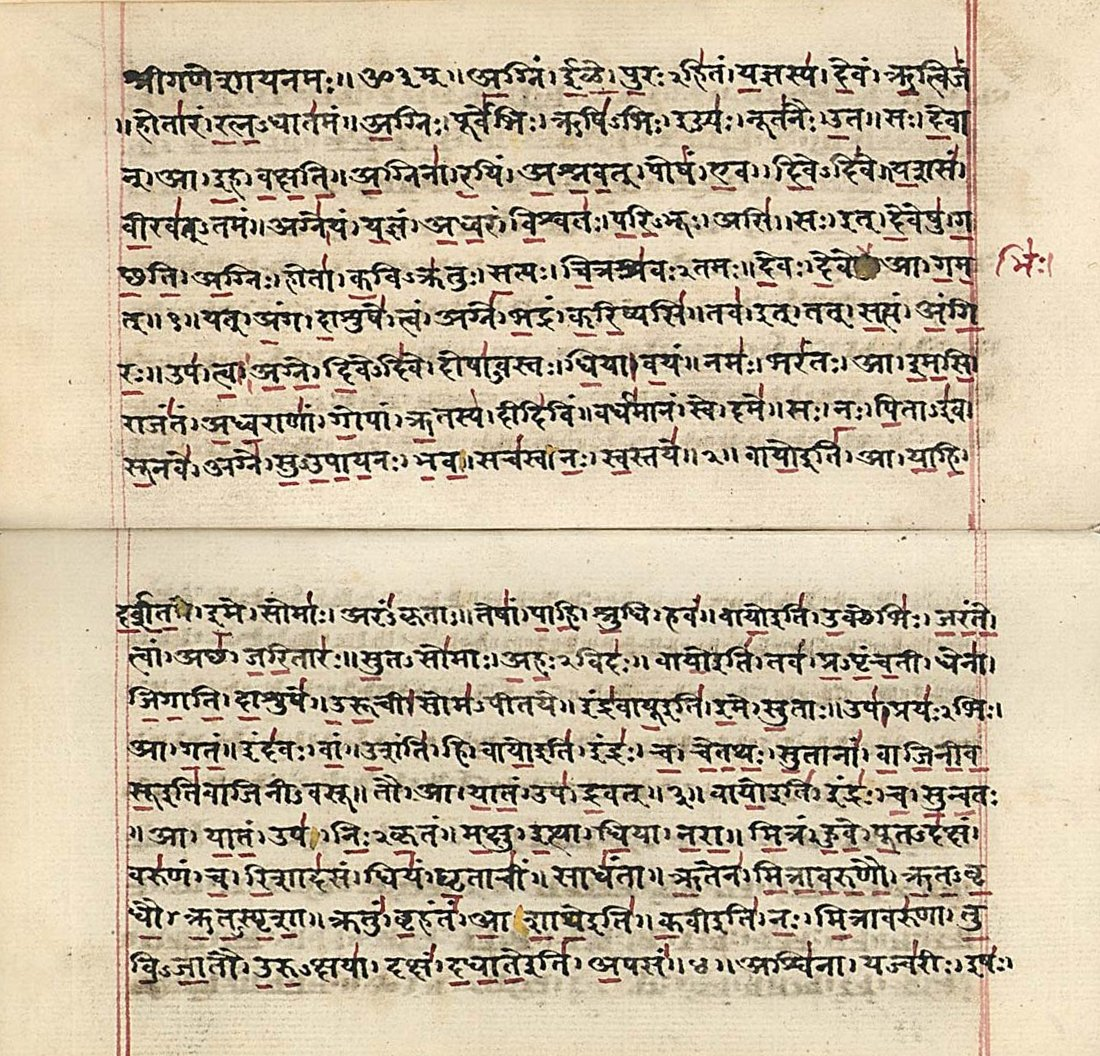
یک دست‌نوشته ریگ‌ودا از سدهٔ نوزده به خط دواناگاری.

ریگ‌ودا (به سانسکریت: ऋग्वेद ṛgveda) مجموعه‌ای از اشعار و سرودهای مذهبی هندو به زبان سانسکریت ودایی است و یکی از چهار متن اصلی در مجموعهٔ شنوده‌های (شروتی) مقدس هندوئیسم یعنی وداها و کهن‌ترین بخش آن است که احتمالاً حدود سال‌های ۱۷۰۰ تا ۱۱۰۰ پیش از میلاد در منطقهٔ شمال غربی شبه‌قاره هند تألیف شده‌است. ریگ‌ودا از کهن‌ترین متون به زبان‌های هندواروپایی است و از نظر زبان‌شناسی و محتوایی پیوند نزدیکی با اوستا دارد. این کتاب شامل ۱۰۱۷ قطعه شعر و ۱۰۵۰۰ بیت است و برخی از بیت‌های آن امروزه نیز در دعاهای مراسم دینی هندو استفاده می‌شود و به این خاطر این متن یکی از کهن‌ترین نوشته‌های بشری است که هنوز کاربرد دارد.
در هزاره دوم پیش از میلاد؛ ریگ‌ودا که از قدیمی‌ترین اشعار و سرودهای مذهبی هندی به زبان سانسکریت ودایی است، سروده شد.
به بیان دیگر پژوهشگران ریگ‌ودا را کهن‌ترین نوشتار دینیِ تاریخ بشر می‌دانند. دیرینگی ریگ‌ودا که به سانسکریت ودایی سروده شده، به ۱۵۰۰ تا ۱۲۰۰ پیش از میلاد می‌رسد اما پیشینه سنت شفاهی آن مربوط به روزگاران بسیار پیشین است. این نوشتار نمایانگر فرهنگ نخستین آریایی‌ها در شبه‌قاره هند است و دربرگیرنده سرودهایی است که به نیروهای طبیعی، نظم کیهانی (رتا) و خدایان ودایی مانند آگنی و ایندرا و وارونا می‌پردازد.
انتقال سینه‌به‌سینه ریگ‌ودا از نسلی به نسل دیگر سبب شد که این اثر برای هزاران سال دست‌نخورده برجای بماند.  
ریگ‌ودا که کهن‌ترین نوشتار بازمانده از خانواده زبان‌های هندواروپایی است، پایه‌های دین ودایی را ساخت که در روزگاران پسین به هندوییسم دگرگون شد.

## جامعه طبقاتی
در تمثیل مشهوری در ریگ‌ودا آدمیان به چهار «وارنا» (کاست، گونه، طبقه) تقسیم می‌شوند: «در عالم آفرینش، برهمنان و کاهنان سر، فرمان‌روایان و رزم‌آوران بازوها، بازرگانان و پیشه‌وران کمر، و کارگران و بندگان پاهای اندامواره اجتماعی به‌شمار می‌روند».